# Proteuxoa atrisquamata
Proteuxoa atrisquamata là một loài bướm đêm thuộc họ Noctuidae. Nó được tìm thấy ở Queensland và Victoria.